# Estação Tenjin
Tenjin é uma estação do metro de Fukuoka, no Japão. Pertence a todas as linhas, sendo que é uma das estações terminais das linhas Hakozaki e Nanakuma.